# Buxaie du Pällembësch

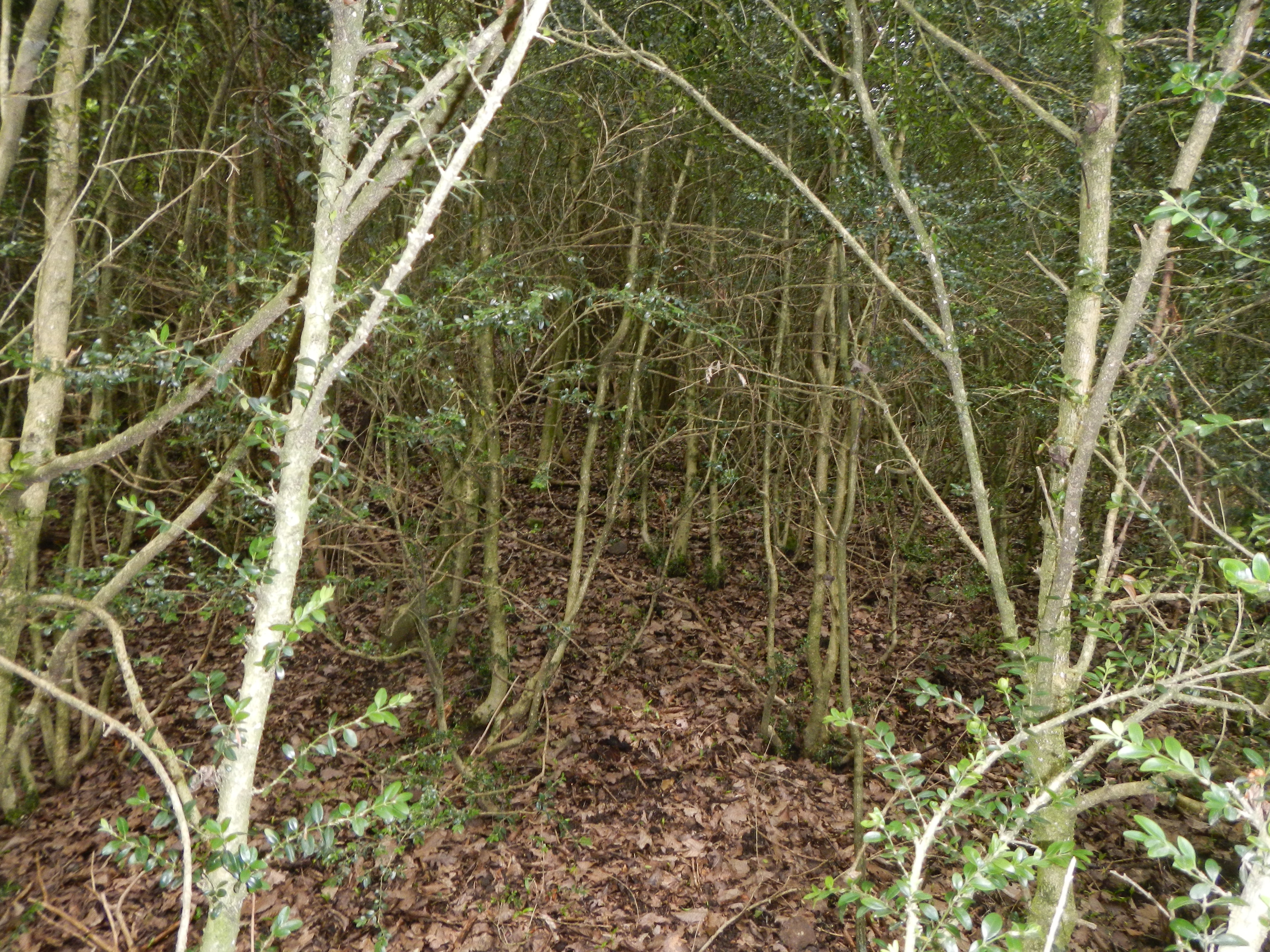
La buxaie du Palmbusch près de Rettel en Lorraine. Une buxaie dense ne laisse pas diffuser suffisamment de lumière au sol pour le développement d'une strate herbacée.

La buxaie du Pällembësch, est une forêt de buis sur le territoire de la commune de Rettel en Lorraine. La buxaie se trouve dans le vallon du Palmbusch entre Malling et Rettel qui mène du plateau agricole au sud-est de Rettel vers l'Ouest jusqu'à la rive de la Moselle. Le ruisseau a creusé dans le plateau calcaire un profond vallon. Sur son lit composé de grandes dalles calcaires, l'eau ne coule qu'après d'abondantes pluies.
La végétation est constituée d'espèces des forêts de ravins (hêtre, érable, frêne et charme) et, là où le buis forme un sous-bois très dense, la strate herbacée est pratiquement inexistante.
Deux espèces de lichen s'y trouvent sur les feuilles et branches du buis : Physcia tenella que l'on trouve pratiquement sur chaque individu de buis dans le Pällembësch et la très rare Byssoloma diederichiana.
On y trouve aussi une fougère assez rare en Lorraine, la langue de cerf ou scolopendre (Phyllitis scolopendrium). Au fond du vallon en bordure de ruisseau pousse une autre espèce rare en Lorraine, la lunaire vivace (Lunaria rediviva), qui affectionne les sols calcaires.
Un sentier de découverte de cet espace naturel remarquable avec des panneaux explicatifs a été aménagé par le Conservatoire des sites lorrains.
La buxaie a inspiré le nom de la « rue de la forêt de buis » à Rettel.

## Illustrations

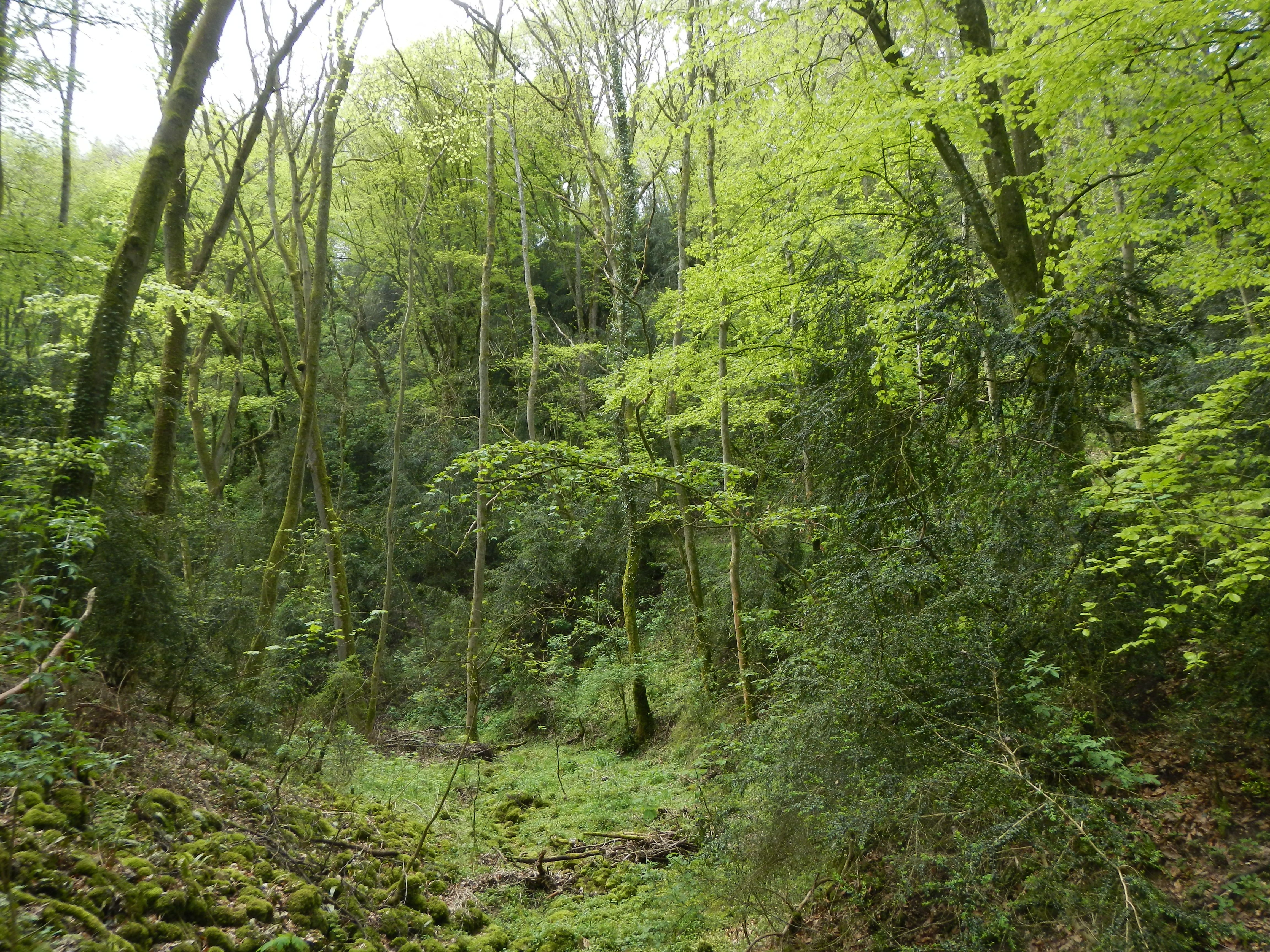
Le vallon du Pällembësch.
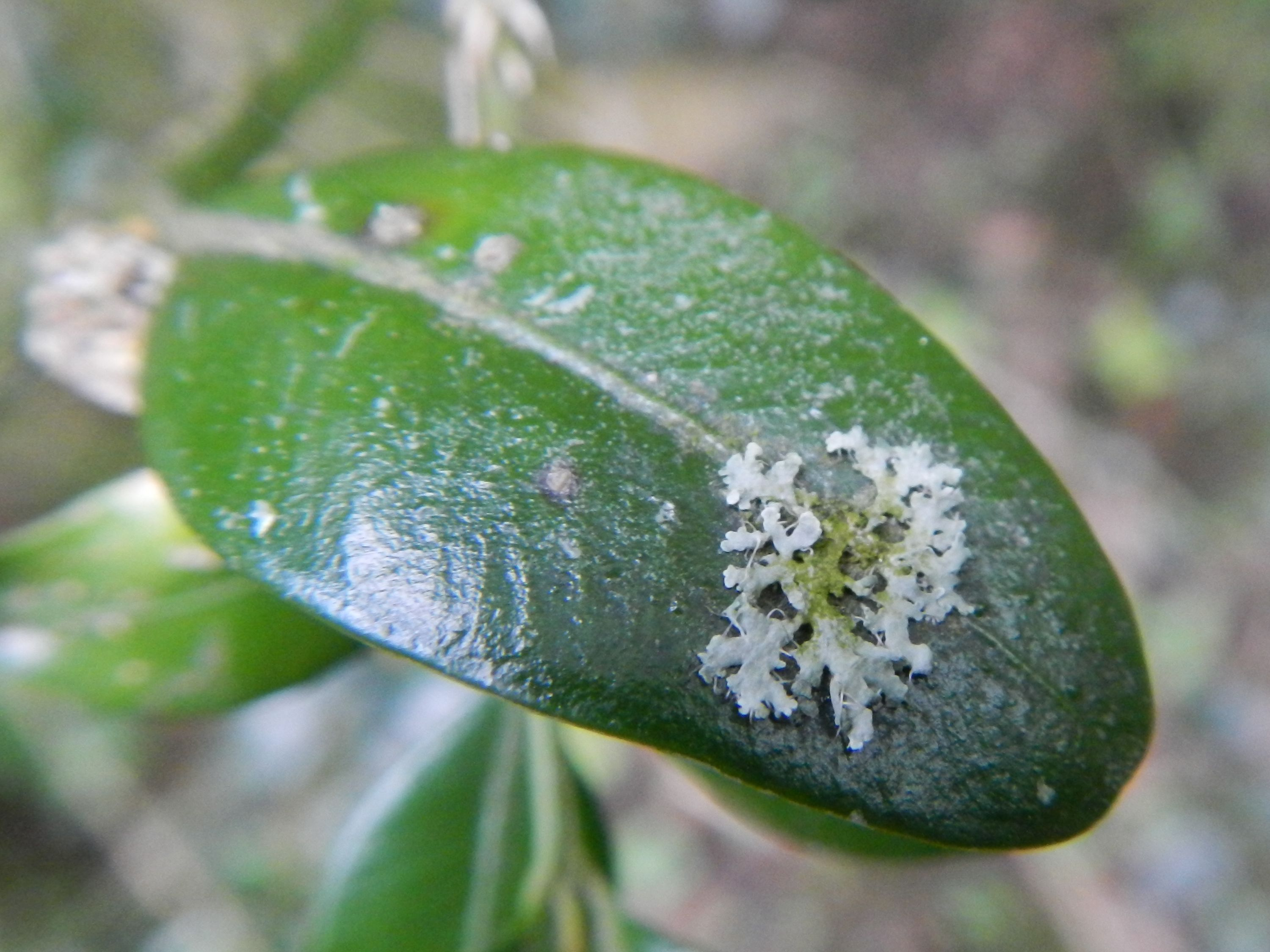
Le lichen Physcia tenella.